# Ministero della produzione bellica
Il Ministero della produzione bellica era un dicastero del governo italiano, istituito nel 1943 con il fine di coordinare, controllare e, tutelare l'industria strategica di interesse per la sicurezza nazionale.

## Storia
Il ministero nacque ufficialmente nel 1935 come "Commissariato generale per le fabbricazioni di guerra" (CoGeFaG), alle dirette dipendenze del capo del governo. Il commissariato venne presieduto dal generale Alfredo Dallolio, prima, e dal generale Carlo Favagrossa a partire dal 1939.
Nel 1940 venne trasformato in Sottosegretariato di stato per le fabbricazioni
di guerra (FabbriGuerra) e nel 1943 divenne Ministero della produzione bellica (MiProGuerra).
Il ministero venne soppresso dal governo Badoglio l'anno successivo e le sue competenze furono assorbite dal Ministero dell'industria, del commercio e del lavoro.

## Attività
Il Ministero ereditò le funzioni svolte precedentemente dal sottosegretariato di stato per le fabbricazioni di guerra e ancor prima dal commissariato generale per le fabbricazioni di guerra.
Erano in tal modo centralizzate in un unico organo gli affidamenti delle commesse militari e soprattutto le funzioni di indirizzo, controllo e gestione delle attività produttive e di ricerca tecnologica dell'industria bellica italiana (gli "stabilimenti ausiliari"), del relativo personale e dei mezzi impiegati.
Al ministero competeva, in coordinamento con le autorità preposte, la verifica dell'affidabilità morale e politica degli operai delle imprese coinvolte negli appalti e costituiva l'interfaccia tra il comando supremo delle forze armate e le imprese per quanto riguarda le politiche seguite per la ricerca scientifica, tecnologica ed industriale sia militare che civile.
Era inoltre l'ente responsabile della raccolta -e della requisizione- di prodotti siderurgici riutilizzabili (rottami di ferro, acciaio o ghisa, campane degli edifici di culto, cancellate, sedili e fontanelle in ferro e ghisa) per ricavarne materiali utili ai fini bellici.
Infine, era l'organo designato per la cura dell'osservanza del segreto industriale riguardante la produzione militare.
Anche gli istituti e scuole tecniche industriali fino al 1940 erano stati dichiarati stabilimenti ausiliari di guerra sotto il diretto controllo del Cogefag.
Manteneva il contatto con il territorio attraverso una serie di delegazioni interprovinciali.